# Ойсея західна
Ойсея західна (Chlamydera guttata) — вид горобцеподібних птахів родини наметникових (Ptilonorhynchidae).

## Поширення
Ендемік Австралії. Населяє велику територію на заході і в центрі країни. Живе у сухих лісах.

## Опис
Птах невеликого розміру (28 см завдовжки, вагою 122—148 г) з пухнастим і масивним зовнішнім виглядом, маленькою округлою головою, коротким, конічним і міцним дзьобом, довгими великими крилами, довгим і тонким квадратним хвостом. У самців на голові є чубчик.
Оперення червонувато-коричневого кольору на голові, спині, крилах, гузці і хвості, причому окремі пір'їни мають сірі кінчики. Груди і черево коричнево-помаранчеві. Дзьоб чорнуватий з сірою основою, ноги темно-сірі, очі — карі.

## Спосіб життя
Трапляється поодинці або невеликими зграями. Проводить більшу частину дня в пошуках їжі, тримаючись переважно на землі або серед гілок кущів та дерев, готові сховатися в гущі рослинності при найменших ознаках небезпеки. Всеїдний птах: раціон складається з фруктів та дрібних безхребетних.
Може розмножуватися протягом року з піком з липня по грудень. Полігамні птахи, самець намагається спаровуватися з якомога більшою кількістю самиць і не цікавиться долею потомства. З початком шлюбного періоду самці займають невелику ділянку лісу, розчищають її від сміття, будують на землі весільний намет, що складається з двох рядів гілочок, посаджених вертикально на землю. Намет прикрашає кольоровими предметами (черепашками, листям, квітами та ягодами). Після того, як робота закінчена, самець розміщується на сусідній гілці, намагаючись привернути увагу самиць своїм співом.
Після спарювання обидві статі розходяться: самець продовжує намагатися залучити потенційних партнерок, тоді як самиця будує гніздо, що має вигляд масивної чашоподібної конструкції з гілочок і переплетених рослинних волокон між гілками дерева або чагарника. У кладці 1-3 яєць сіро-зеленуватого кольору з коричневими прожилками. Інкубація триває близько двадцяти днів. Пташенята вилітають з гнізда приблизно на трьох тижнях життя, але продовжують залишатися з матір'ю до тримісячного віку.

## Підвиди
- Chlamydera guttata guttata Gould, 1862;
- Chlamydera guttata carteri Mathews, 1920 — ендемік півострова Норт-Вест-Кейп.